# Comuna Colți, Buzău
Colți este o comună în județul Buzău, Muntenia, România, formată din satele Aluniș, Colți (reședința), Colții de Jos și Muscelu Cărămănești. Comuna se află în zona montană a județului și este cunoscută pentru colecția muzeală de chihlimbar, singura din România, aflată în satul de reședință precum și pentru biserica din piatră din zona satului Aluniș.

## Așezare
Comuna se află în Munții Buzăului, în nord-vestul județului, și cuprinde mare parte din cursul superior al râului Sibiciu, un mic afluent al Buzăului. Este deservită de un drum comunal care o leagă de orașul Pătârlagele din valea Buzăului.

## Demografie
Componența etnică a comunei Colți
     Români (95,18%)
     Alte etnii (0%)
     Necunoscută (4,82%)
Componența confesională a comunei Colți
     Ortodocși (94,68%)
     Alte religii (5,32%)
Conform recensământului efectuat în 2021, populația comunei Colți se ridică la 809 locuitori, în scădere față de recensământul anterior din 2011, când fuseseră înregistrați 1.094 de locuitori. Majoritatea locuitorilor sunt români (95,18%), iar pentru 4,82% nu se cunoaște apartenența etnică. Din punct de vedere confesional, majoritatea locuitorilor sunt ortodocși (94,68%).

## Politică și administrație
Comuna Colți este administrată de un primar și un consiliu local compus din 9 consilieri. Primarul, Gheorghe Ștefan[*], de la Partidul Social Democrat, este în funcție din octombrie 2020. Începând cu alegerile locale din 2024, consiliul local are următoarea componență pe partide politice:
|  | Partid                          | Consilieri | Componența Consiliului | Componența Consiliului | Componența Consiliului | Componența Consiliului | Componența Consiliului |
|  | ------------------------------- | ---------- | ---------------------- | ---------------------- | ---------------------- | ---------------------- | ---------------------- |
|  | Partidul Social Democrat        | 5          |                        |                        |                        |                        |                        |
|  | Partidul Național Liberal       | 2          |                        |                        |                        |                        |                        |
|  | Uniunea Salvați România         | 1          |                        |                        |                        |                        |                        |
|  | Alianța pentru Unirea Românilor | 1          |                        |                        |                        |                        |                        |

## Istorie
Numele comunei provine de la muntele Colți, care străjuiește satele; acest munte are culmea în formă de semicerc, cu 7 colți de piatră. La sfârșitul secolului al XIX-lea, comuna Colți făcea parte din plaiul Buzău a județului Buzău și avea în componență satele Aluniș, Călugărițele, Colții de Jos, Colții de Sus, Camburu, Comarnici, Fijerești, În Poiană, Ligurești, Lupoaie, Măgădani, Mățara, Muscelu Cărăimănesc, Paltinu, Strâmba, Seciu și Valea Boului, cu o populație totală de 2080 de locuitori ce trăiau în 546 de case. În comună funcționau 7 mori de apă (4 pe Bâsca, 2 pe valea Colților și una pe valea Boului), o pivă, 3 fierăstraie, o stână și 4 biserici (între care și cea de la Aluniș, săpată în piatră). În 1925, comuna este consemnată în aceeași plasă, având 2307 locuitori în satele Aluniși, Călugărițele, Colții de Jos, În Poiană, Mățaru, Muscelu, Paltinu și Valea Boului.
În 1950, comuna a intrat în componența raionului Cislău din regiunea Buzău și apoi (după 1952) din regiunea Ploiești. În 1968, a redevenit parte din județul Buzău, în componența actuală, de-a lungul timpului multe din satele sale montane risipite fiind comasate, redefinite sau desființate; în cele din urmă, satul Între Sibicii a constituit nucleul de fuzionare a satului denumit astăzi Colți și rămas reședința comunei.

## Obiective turistice și monumente istorice
La Colți a fost singura exploatare de chihlimbar din România. Deși exploatarea a fost închisă în 1948, totuși chihlimbarul local găsit episodic, rămâne o sursă de venit pentru oamenii locului. O expoziție permanentă (singura de acest fel din România) având ca subiect chihlimbarul – ce aparținâne de Muzeul Județean Buzău, a fost deschisă în 1973. Unele dintre exponate au fost duse la Muzeul Chihlimbarului din Colți.
Un alt obiectiv turistic din comună îl constituie biserica în piatră de la Aluniș, o biserică săpată în stâncă de ciobani din zonă în 1274, și care a funcționat ca mănăstire până în 1871, după care a devenit biserică ortodoxă a satului. Atestarea documentară a bisericii Aluniș datează din 1351. Tot lângă Aluniș se află niște așezări rupestre folosite în trecut drept loc de refugiu. Biserica, cu hramul „Tăierea Capului Sfântului Ioan Botezătorul”, împreună cu chiliile, sunt clasificate ca monument istoric de arhitectură de interes național.
În afara bisericii în piatră de la Aluniș, lista monumentelor istorice din județul Buzău cuprinde pe raza comunei Colți și un sit arheologic de interes local, cuprinzând o necropolă din Epoca Bronzului (cultura Monteoru, mileniile al III-lea–al II-lea î.e.n.), aflată lângă satul Colți, pe pintenul de deal „Vârful Bâi”, lângă releul de televiziune.